# Dikearh
Dikearh (grč. Δικαίαρχος; Messina, oko 350. pr. Kr. − oko 285. pr. Kr.), starogrčki filozof, kartograf, zemljopisac, geodet, matematičar i književnik.
Školovao se kao Aristotelov učenik u liceju i pripadao je peripatetičkoj školi filozofije. Bitno je doprinio razvoju kartografije i bio jedan od prvih koji je koristio zemljopisne koordinate. Njegova naznačajnija djela su Opis zemlje i Život Helade, no sačuvana su isključivo u fragmentima kasnijih helenističkih i rimskih autora.